# Тимпанисты
«Тимпанисты» — трагедия древнегреческого драматурга Софокла (V век до н. э.), текст которой почти полностью утрачен.
Благодаря схолиям к «Антигоне» Софокла известно, что в «Тимпанистах» рассказывалось о втором браке фракийского царя Финея. Других данных о содержании нет, так как сохранились только три небольших фрагмента — в общей сложности пять строк. В 199 году до н. э. пантомим из Мемфиса Луций Аврелий Аполавст поставил эту трагедию на римской сцене.